# Sukodadi (Buay Madang Timur)
Sukodadi is een bestuurslaag in het regentschap Ogan Komering Ulu van de provincie Zuid-Sumatra, Indonesië. Sukodadi telt 1025 inwoners (volkstelling 2010).